# Empoascanara yaya
Empoascanara yaya är en insektsart som beskrevs av Irena Dworakowska 1992. Empoascanara yaya ingår i släktet Empoascanara och familjen dvärgstritar. Inga underarter finns listade i Catalogue of Life.